# Liste der Rektoren der Universität Oslo

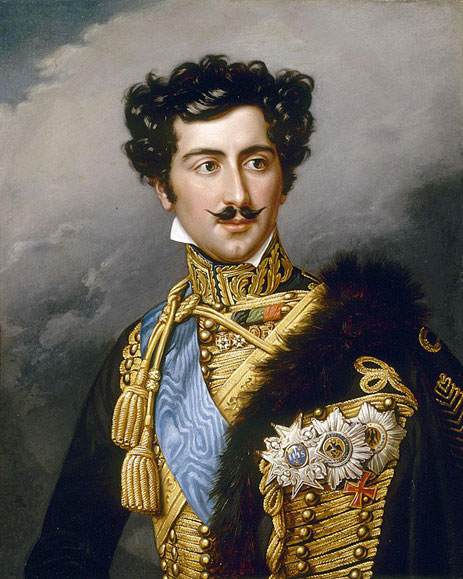
Kronprinz Oskar I. von Norwegen war Kanzler der Universität Oslo

Der Rektor der Universität von Oslo ist ihr ranghöchster Vertreter. Er wird von den Professoren der Universität jeweils für vier Jahre gewählt. Eine Wiederwahl ist möglich. Bisher waren alle Rektoren Professoren. Den Rektoren stehen ein Prorektor und eventuell mehrere Vizerektoren zur Seite.
Die Universität wurde 1811 gegründet. Ihre ersten festen Strukturen erhielt sie 1813 mit der Gründung des Akademischen Kollegiums, das gemäß königlichem Erlass von 1816 aus den ältesten Professoren der vier Fakultäten bestand, einem aus der theologischen, einem aus der rechtlichen, einem aus der medizinischen und drei aus der philosophischen Fakultät. Der sogenannte Kanzler und der Prokanzler der Universität wurden jedoch vom König persönlich eingesetzt. Nach 1845 bis 1907, nach einer entsprechenden Gesetzesänderung, wählte das Akademische Kollegium jeweils einen Vertreter aus den eigenen Reihen zum Vorsitzenden.

## Kanzler, 1814–1844
| Periode   | Kanzler                      |
| --------- | ---------------------------- |
| 1814–1816 | Graf Hans Henric von Essen   |
| 1816–1818 | Graf Carl Mörner             |
| 1818–1824 | Graf Johan August Sandels    |
| 1818–1824 | Kronprinz Oscar von Norwegen |

## Vizekanzler, 1814–1845
| Periode   | Vizekanzler                  |
| --------- | ---------------------------- |
| 1814–1822 | Bischof Frederik Julius Bech |
| 1823–1828 | Professor Niels Treschow     |
| 1828–1840 | Graf Herman Wedel-Jarlsberg  |
| 1840–1845 | Bischof Christian Sørenssen  |

## Vorgesetzte des Akademischen Kollegiums, 1845–1907
| Periode | Person | Fakultät |
| ------- | ------ | -------- |
| ?       | ?      | ?        |

## Rektoren, seit 1907-
| Periode   | Rektor                                   | Forschungsgebiet                                               |
| --------- | ---------------------------------------- | -------------------------------------------------------------- |
| 1907–1911 | Waldemar Christofer Brøgger              | Mineralien und Geologie                                        |
| 1912–1918 | Bredo Henrik von Munthe af Morgenstierne | Rechtswissenschaften, Wirtschaftswissenschaften, und Statistik |
| 1919–1921 | Fridtjof Nansen1                         | Zoologie und Ozeanographie                                     |
| 1919–1921 | Axel Holst                               | Rechtswissenschaften                                           |
| 1921–1927 | Fredrik Stang der Jüngere                | Rechtswissenschaften                                           |
| 1928–1936 | Sem Sæland                               | Physik                                                         |
| 1937–1941 | Didrik Arup Seip                         | Nordgermanische Sprachen                                       |
| 1941–1945 | Adolf Hoel2                              | Geologie                                                       |
| 1946–1951 | Otto Lous Mohr                           | Medizin                                                        |
| 1952–1957 | Frede Castberg                           | Rechtswissenschaften                                           |
| 1958–1963 | Johan Tidemann Ruud                      | Meeresbiologie                                                 |
| 1964–1969 | Hans Vogt                                | Romanische Sprachen                                            |
| 1970–1972 | Johs. Andenæs                            | Rechtswissenschaften                                           |
| 1973–1976 | Otto Bastiansen                          | Chemie                                                         |
| 1977–1984 | Bjarne A. Waaler                         | Medizin                                                        |
| 1985–1992 | Inge Lønning                             | Theologie                                                      |
| 1993–1998 | Lucy Smith                               | Rechtswissenschaften                                           |
| 1999–2001 | Kaare R. Norum                           | Ernährungswissenschaften                                       |
| 2002–2005 | Arild Underdal                           | Politik                                                        |
| 2006–2009 | Geir Ellingsrud                          | Mathematik                                                     |
| 2009–2017 | Ole Petter Ottersen                      | Medizin                                                        |
| 2017–     | Svein Stølen                             | Chemie                                                         |

1 Fridtjof Nansen wurde zwar für die Periode von 1919 bis 1921 zum Rektor gewählt, trat aber sein Amt nie an.
2 Nachdem Didrik Arup Seip während der Besetzung Norwegens durch die Nationalsozialisten verhaftet worden war, setzten die Besatzungsmächte Adolf Hoel als Rektor ein. Dies wurde jedoch von der Exilregierung von Johan Nygaardsvold nicht anerkannt.